# Mashturi
Mashturi (... – post 1237 a.C.) è stato un re dello stato arzawa Terra del fiume Seha, vassallo Ittita, nel XIII secolo a.C.
Figlio del sovrano Manhapa-Tarhunta che aveva regnato per oltre un quarantennio da vassallo degli Ittiti, Mashturi ascese al trono del padre attorno 1280 a.C., poco dopo la stipula del Trattato di Alaksandu, quando il re ittita Muwatalli II rimosse il padre, reo dell'ennesimo atto di debolezza ed inettitudine.
Come narrato dalla cosiddetta Lettera di Manhapa-Tarhunta, infatti, questi non era riuscito ad opporsi all'avanzata di un contingente armato agli ordini di tale Piyama-Radu, una sorta di agente anatolico dello stato miceneo di Ahhiyawa, verso la città di Wilusa, la Troia dei Greci, stato Arzawa anch'esso in orbita ittita. Piyama-Radu aveva così preso la città, i cui territori confinavano con quelli della Terra del fiume Seha, costringendo Muwatalli II ad intervenire con l'invio di un contingente militare Ittita, che aveva successivamente recuperato la città.
È l'episodio storico più vicino, per attori e coincidenza di date, alla omerica Guerra di Troia.
Dopo l'ennesima delusione, Muwatalli aveva quindi rimosso Manhapa-Tarhunta, oltretutto avanti con gli anni, sostituendolo sul trono con il figlio Mashturi, che deve essersi dimostrato di tutt'altra pasta, dal momento che durante il suo regno non ci sono giunte notizie di ribellioni o tradimenti, e che Muwatalli II (o il suo successore Muršili III) gli dette in sposa la sorella Massanauzzi, suggellando un rapporto evidentemente assai stretto.
Durante la guerra civile Ittita, Mashturi, come la maggior parte del mondo Arzawa, fu al fianco del cognato Hattušili III quando depose il nipote Muršili III; probabilmente nella scelta ebbe un peso anche il fatto che quet'ultimo non fosse un figlio di primo rango.
Sappiamo dal trattato tra Kurunta ed il re Ittita che all'incoronazione di Tudhaliya IV (1237) Mashturi è ancora re, ma deve essere rimasto in vita per poco poiché si ha notizia di una rivolta della Terra del fiume Seha agli Ittiti attorno al 1235-1233, con un tale Tarhuna-Radu che ha usurpato il trono, probabilmente approfittando della morte di Mashturi e del successivo vuoto di potere, dal momento che il re non ebbe figli.
Tudhaliya IV sconfiggerà il ribelle, lo deporterà prigioniero ad Hatti con la sua famiglia, e restaurerà "la discendenza di Muwa-Walwi", il padre di Manhapa-Tarhunta.